# Tovsto
Tovsto – wieś w Słowenii, w gminie Laško. W 2018 roku liczyła 134 mieszkańców.